# Mingrelloniscus inchuricus
Mingrelloniscus inchuricus är en kräftdjursart som beskrevs av Borutzkii 1974. Mingrelloniscus inchuricus ingår i släktet Mingrelloniscus och familjen Trichoniscidae. Inga underarter finns listade i Catalogue of Life.